# グッドリック・ピゴット天文台
グッドリック・ピゴット天文台（Goodricke-Pigott Observatory）は、アリゾナ州ツーソンに所在する私立天文台。1996年10月26日に運用が開始され、ヘール・ボップ彗星の観測が行われた。
名前は18世紀後半におけるイングランドのヨークの天文学者、ジョン・グッドリックとエドワード・ピゴットに因んでいる。